# PETiTOM
PETiTOM, de son vrai nom Tommy Tremblay, est un auteur-compositeur-interprète, chorégraphe, danseur, acrobate et comédien canadien, né le 27 mai 1994 à Québec.

## Carrière
Il fait ses débuts dans la musique en participant en 2011 à l'émission Mixmania 2 sur les ondes de Vrak.TV, du 17 mars au 29 mai 2011.
En 2018, il participe en tant que danseur avec sa troupe MARVL, dont il est le chorégraphe à Danser pour gagner, l'adaptation québécoise de America's Best Dance Crew animée par Olivier Dion sur les ondes de V. C'est ensuite devant Les Twins, Jean-Marc Généreux et Lydia Bouchard, en 2019, qu'il participe à l'émission Révolution sur TVA. Accidenté pendant le tournage de l'émission, Tommy ne pourra se rendre avec sa troupe jusqu'au bout.
En 2020, il participe à La Voix. Lors de son audition à l'aveugle, il fait un side-flip tout en interprétant Call Me In The Afternoon de Half Moon Run, il se rendra jusqu'en quart de finale de l'émission.
La même année, il sort un projet créatif musical JTPüF puis différentes collaborations avec des rappeurs québécois tels que FouKi en 2021 et Rymz en 2022.
Le 9 septembre 2022 sort son premier EP PETiTOM regroupant cinq titres originaux qu'il a écrits et composés. Une version acoustique de cet EP sortira le 28 octobre de la même année, il en signe cette fois la réalisation[source secondaire souhaitée].
Au début de l'année 2023, il participe à un nouveau format télévisé diffusé sur Radio-Canada et animé par Véronique Cloutier : Zénith. Il y performe dans la seconde émission le titre Je n'irai pas ailleurs de France D'Amour revisité dans une version funk, lui permettant de se rendre en demi-finale.
Il annonce le 10 mars 2023 qu'il prend les rôles de Joseph Béjart et de La Grange dans le spectacle Molière, l'opéra urbain, une comédie musicale sur la vie de Molière écrite par Dove Attia mise en scène par Ladislas Chollat. Il devient alors le 6e et dernier membre à rejoindre la troupe à laquelle se rajoutera plus tard Basile Sommermeyer qui reprendra les deux rôles laissés vacants par PETiTOM. Le spectacle étant prévu pour début novembre de la même année au Dôme de Paris - Palais des Sports.
Le 17 juin 2023, le rappeur Lonepsi qui tenait le rôle-titre de Molière annonce sur ses réseaux sociaux qu'il quitte la troupe et laisse orphelin son rôle pour se concentrer sur sa carrière musicale solo mais reste cependant lié au projet dont il est l’un des compositeurs principaux aux côtés de Dove Attia, François Chouquet, Paul École, Yaacov et Meïr Salah, Duane Laffite et Nazim Khaled avec lesquels il a été récompensé du Trophée de la Partition aux Trophées de la comédie musicale 2024. Le 19 juin 2023, à l'occasion du showcase de présentation du spectacle au théâtre Édouard-VII à Paris, la production annonce que PETiTOM remplacera Lonepsi dans le rôle de Molière. 
Le 3 mai 2023, Sarah-Maude Beauchesne annonce qu'elle a écrit Danse ! une nouvelle série pour Club Illico dans laquelle PETiTOM fait partie de la distribution.

## Discographie

### Singles
- 2019 : Instable
- 2021 : LAiSSE-LA - avec FouKi
- 2021 : Somebody

- 2022 : I Forgot, What Is Love ? - avec Rymz
- 2022 : Seul dans sa catégorie (version 2022)
- 2022 : Monnaie

### Collaborations
- 2020 : Allison Daniels et PETiTOM - Comme un million de gens
- 2021 : O.Z. et PETiTOM - Je sais
- 2021 : Flora, Audrey-Louise et PETiTOM - BYE-LÀ (Baila)
- 2021 : Gary Blabla et PETiTOM - Oh Mama
- 2022 : Domeno feat. Tyler Shaw & PETiTOM - Afterglow
- 2023 : Molière, L'Opéra Urbain feat. Abi Bernadoth, Lou, PETiTOM, Morgan, Shaïna Pronzola et Vike - Rêver j'en ai l'habitude

## Filmographie

### Série télévisée
- 2023 : Danse ! : Clément Coulombe

### Téléréalité
- 2018 : Révolution[2]
- 2020 : La Voix[3]

## Théâtre

### Comédies musicales
- 2017[16] : Footloose de Juste pour rire[17] : danseur
- 2019[18] : Mamma Mia ! de Juste pour rire[17] : Pepper
- 2023-2025 : Molière, le spectacle musical : Jean-Baptiste Poquelin dit Molière

## Distinctions

### Récompenses
- Prix Hydro Québec 2022 : « Chanson de l'Année 2022 »[19] pour la chanson 4 Chemins lors de la 28e édition de Ma Première Place des Arts le 1er juin 2022.
- Les Trophées de la comédie musicale 2024[20] : 
 - Trophée de l'artiste révélation masculine pour Molière, le spectacle musical
 - Trophée du public pour Molière, le spectacle musical 
 - Trophée de la comédie musicale pour Molière, le spectacle musical

### Nominations
- 2024 : 35ème Nuit des Molières - Molière du spectacle musical pour Molière, le spectacle musical